# Karol G
Carolina Giraldo Navarro, nổi tiếng hơn với nghệ danh Karol G, là một ca sĩ và nhạc sĩ người Colombia.  Năm 2018, cô đã giành được giải thưởng Latin Grammy cho Nghệ sĩ mới xuất sắc nhất và đã được đề cử cho một số giải Billboard Latin Music Awards và Premios Lo Nuestro Awards .

## Cuộc đời và sự nghiệp
Trong suốt thời thơ ấu của mình, Carolina Giraldo Navarro đã tham gia chương trình tài năng The X Factor. Cô tiếp tục học tại Calasanz ở Medellín, và học âm nhạc tại Đại học Antioquia trước khi chuyển đến New York để theo đuổi sự nghiệp âm nhạc. Năm 2007, cô bắt đầu sử dụng nghệ danh Karol G.
Vào năm 2013, cô hợp tác với ca sĩ Puerto Rico, Nicky Jam và phát hành bài hát "Amor De Dos" đã trở nên rất phổ biến ở Colombia và đã đạt hơn 90 triệu lượt xem trên YouTube.
Năm 2014, cô hợp tác với đồng nghiệp người Colombia và ca sĩ Latin Andy Rivera và phát hành bài hát "Mañana", hiện có hơn 90 triệu lượt xem trên YouTube. Cô cũng phát hành một bài hát tên là "Ricos Besos" nhưng không thành công.
Vào năm 2015, cô đã phát hành bản tiếp theo của riêng mình cho ca khúc "Mil Horas" của ban nhạc rock Argentina Ab Abusos de la Nada, "Ya No Te Creo" đã thành công ở Colombia. Một thời gian sau, cô hợp tác với ca sĩ reggaeton người Mỹ De La Ghetto để phát hành bài hát, "Te Lo Quiero Hacer". Vào tháng 3 năm 2016, cô phát hành bài hát "Casi Nada"  vào tháng 4 cùng năm, cô phát hành bài hát "Muñeco De Lego".
Vào năm 2017, đĩa đơn hợp tác của cô với Bad Bunny có tiêu đề "Ahora Me Llama" đã được phát hành đã trở nên phổ biến và nhanh chóng đạt được hơn 630 triệu lượt xem trên YouTube. Một thời gian sau đó trong cùng năm, cô phát hành bài hát, "A Ella" đã trở nên phổ biến ở Colombia. Cuối năm, cô hợp tác với đồng nghiệp người Colombia và ca sĩ người Latinh, Kevin Roldán và phát hành bài hát "Eres mi Todo". Cô xuất hiện với màn trình diễn mở màn trong giải thưởng Premios Juventud năm 2017.
Vào tháng 7 năm 2019, cô đã phát hành " China " với sự hợp tác của J Balvin , Daddy Yankee và Ozuna , trở thành video âm nhạc đầu tiên của cô có một tỷ lượt xem trên YouTube . Vào tháng 5 năm 2019, cô phát hành album Ocean , được coi là sự khởi đầu đầy phong cách từ Unstoppable , kết hợp bầu không khí thoải mái hơn trong công việc của cô. Bài hát " Tusa " của cô với  Nicki Minaj đã được RIAA chứng nhận Bạch kim Latin 28 × Latin , đứng trong Billboard Hot Latin Songs trong 25 tuần. Năm 2020, Karol G nhận được bốn đề cử tại giải Latin Grammy.